# Lourdes Mendoza del Solar
Zoila Lourdes Carmen Sandra Mendoza del Solar (Arequipa, 7 de enero de 1958-Arequipa, 4 de octubre de 2024) fue una empresaria y política peruana. Llegó a ser la primera mujer en ejercer como segunda vicepresidenta de la república durante el segundo gobierno de Alan García, desde julio de 2006 hasta julio de 2011. También ejerció como congresista de la república por Arequipa en el período 2006-2011 por el Partido Aprista Peruano.

## Biografía
Nació en la ciudad de Arequipa el 7 de enero de 1958. Es hija del exdiputado Enrique Mendoza Núñez y de Lourdes del Solar Sánchez.
Realizó sus estudios primarios y secundarios  en el Colegio Peruano-Alemán Max Uhle. Estudió secretariado en Lima y se especializó en el área de turismo compartiendo los estudios en Lima y Londres. Siguió cursos de gobernabilidad en Lima.
Se casó con Alfredo Fonts Fontana y es madre de dos hijos: Andrea Fonts Mendoza y Alfredo Fonts Mendoza.
Fue empresaria emprendedora, destacada en el área de las telecomunicaciones y habiendo desempeñado como gerente general de Pacífico Distribuidores y Top Service S. A., y como miembro del directorio de la Compañía de Radiodifusión Arequipa.

## Carrera política
Se inicia en la política como miembro del Partido Aprista Peruano y su primer cargo político fue cuando fue elegida como regidora de Arequipa, donde también ejerció como teniente alcaldesa, en las elecciones municipales de 2002.

### Segunda vicepresidenta de la república
Para las elecciones generales del año 2006, Mendoza fue integrada en la plancha presidencial encabezada por Alan García por el Partido Aprista, la cual dicha plancha resultó ganadora y Mendoza del Solar fue la primera mujer en ser elegida como vicepresidenta de la república. El 28 de julio del mismo año, juró ante el Congreso de la República junto con Luis Giampietri para el periodo presidencial 2006-2011.
El 15 de enero de 2007, se convirtió en la primera mujer encargada del despacho presidencial, ante la salida del presidente García a Ecuador. Despachó en el cargo de presidenta por un día, hasta el retorno de García al Perú.

### Congresista de la república
Lourdes Mendoza también postuló en 2006 al Congreso de la República representando al departamento de Arequipa en las elecciones parlamentarias. Resultó elegida como congresista de la república para el periodo parlamentario 2006-2011. 
Ejerció como miembro de la Comisión de Comercio Exterior y Turismo.
En octubre de 2007, se denunció a Mendoza tras haber planteado un ascenso, al entonces vicepresidente Luis Giampietri, a su pareja sentimental. Otro cuestionamiento fue sobre su denuncia al canal TVPerú debido al cambio de nombre, dado que el canal de propiedad de su familia figura con el mismo nombre de manera inversa.
Al culminar su gestión, Mendoza decidió postular a la reelección en las elecciones parlamentarias de 2011. Sin embargo, no resultó elegida. De igual manera, en su candidatura al Parlamento Andino en las elecciones de 2016 por Alianza Popular.
En abril de 2018, se reportó la desaparición de Mendoza cuando acudía a un banco en su natal Arequipa. Luego, Mendoza logró ser hallada por miembros de la Policía Nacional del Perú.